# 岩手県立千厩高等学校
岩手県立千厩高等学校（いわてけんりつ せんまやこうとうがっこう、英: Iwate Prefectural Senmaya High School）は、岩手県一関市千厩町にある公立高等学校。通称は千高（せんこう）。

## 概要
東磐井郡で当時盛んだった養蚕業の技術向上を目指し、1902年4月に県内では2校目の農学校として東磐井郡立東磐井蚕業学校を開校した。当初は千厩町千厩字宮敷に校舎を置いていたが、1939年に現在地へ移転した。戦後の学制改革により現校名の岩手県立千厩高等学校と改めたのち、千厩農業高等学校として分離した千厩東高等学校（2002年閉校）や、当校の分校から分離独立した藤沢高等学校（2008年閉校）を再統合して現在に至る。
旧一関市域以外の高等学校の中では生徒数・学級数共に最大規模を誇っており、2024年度時点では458人・15学級で、大東高等学校の161人・9学級や花泉高等学校の86人・3学級と比較すると、倍以上の規模となっている。
2年次より進学と就職に分かれて学ぶ「普通科」、農業や生活科学分野を専門として学ぶ「生産技術科」、工業分野を専門として学ぶ「産業技術科」の3学科を併せ持つ全日制の高等学校である。

## 沿革
- 1901年（明治34年）
  - 3月4日 - 東磐井郡立東磐井蚕業学校（乙種実業学校）としての設置が認可[3][6]。
  - 10月25日 - 千厩字宮敷に校舎を落成[3]。
- 1902年（明治35年）
  - 4月1日 - 開校[7]。
  - 6月8日 - 開校式を挙行（この日を開校記念日に制定）[3][6]。
- 1904年（明治37年）4月1日 - 本科（男）の修業年限を2か年、別科（女）の修業年限を6か月の設置が認可。日露戦争の戦役により別科を募集停止[3]。
- 1908年（明治41年）4月11日 - 別科の募集を再開[3]。
- 1911年（明治44年）4月1日 - 本科を甲種程度へ昇格。別科の修業年限を1か年に延長[3]。
- 1912年（大正元年）12月6日 - 運動場を設置[7]。
- 1919年（大正8年）
  - 3月1日 - 蚕友会（同窓会）を結成[7]。
  - 4月1日 - 岩手県に移管し、「岩手県立蚕業学校」に改称[3][6]。
- 1923年（大正12年）- 校歌を制定（作詞：小山眞菅）[8]。
- 1927年（昭和2年）4月1日 - 別科を女子部に改称し、修業年限を2か年に延長[3]。
- 1936年（昭和11年）4月1日 - 「岩手県立農蚕学校」に改称[3]。
- 1939年（昭和14年）5月8日 - 現在地に新校舎を落成し、移転[3]。
- 1940年（昭和15年）4月1日 - 実習農場を設置[7]。
- 1946年（昭和21年）4月1日 - 女子部の修業年限を3か年に延長[3]。
- 1948年（昭和23年）4月1日 - 学制改革に伴い「岩手県立千厩高等学校」に改称。全日制普通科・農蚕科・女子農業科を開設[9]。定時制を当校のほか、藤沢分校と薄衣分校に開設[10]。併設中学校を開設[3]。校章を制定[11]。
- 1950年（昭和25年）
  - 3月30日 - 普通教室1棟6室を落成。
  - 4月1日 - 藤沢分校が「岩手県立藤沢高等学校」として独立[3][9]。
- 1951年（昭和26年）
  - 1月20日 - 校歌を制定（作詞：星野菊己、作曲：下総皖一）[3][12]。
  - 4月1日 - 定時制の家庭科前期2年課程を開設[3]。
- 1953年（昭和28年）5月3日 - 薄衣分校の校舎を落成[3]。
- 1955年（昭和30年）
  - 5月31日 - 農産加工室を設置[3]。
  - 11月12日 - 体育館兼講堂を落成[3]。
- 1957年（昭和32年）4月1日 - 定時制の家庭科前期2年課程を廃止[3]。
- 1958年（昭和33年）3月31日 - 定時制教室と農舎2棟を設置[3]。
- 1961年（昭和36年）
  - 4月30日 - 女子用蚕室を移転。特別教室を増築[3]。
  - 10月31日 - 60周年記念事業として、日本庭園を造成[3]。
- 1963年（昭和38年）- 昼間定時制の農業科を、夜間定時制の普通科に移行。片倉教室を開設し、昼夜授業を開始[3][10]。
- 1964年（昭和39年）4月1日 - 薄衣分校の募集を停止（生徒は当校に収容し、閉校）[3]。
- 1967年（昭和42年）9月23日 - 第2グラウンド・新農場の落成式を挙行[3]。
- 1969年（昭和44年）12月25日 - 体育館を落成[3]。
- 1970年（昭和45年）9月30日 - 部室を設置。柔剣道場を改装[3]。

### 千厩農業高校開校後
- 1974年（昭和49年）
  - 4月1日 - 当校と「岩手県立千厩農業高等学校」に分離し、千厩字上駒場に移転[9][3]。
  - 12月 - テニスコートを設置。グラウンドを整地[3]。
- 1975年（昭和50年）2月10日 - 校旗樹立式・校歌制定披露式を挙行。新校歌（作詞：菊地規、作曲：鷹觜洋一）を制定[3][13]。
- 1977年（昭和52年）12月16日 - 柔剣道場を落成[3]。
- 1978年（昭和53年）12月27日 - 部室・弓道場を落成[3]。
- 1979年（昭和54年）12月27日 - プールを落成[3]。
- 1983年（昭和58年）
  - 1月24日 - 体育施設開放用クラブハウスを落成[3]。
  - 3月2日 - 校歌の石碑を設置[3]。
- 1985年（昭和60年）12月27日 - 生徒部室を落成[3]。
- 1986年（昭和61年）11月30日 - 研修会館・弓道場・的場を落成[3]。
- 1989年（平成元年）3月23日 - 第二体育館を落成[3]。
- 1994年（平成6年）3月25日 - 体育館を改修[3]。
- 1995年（平成7年）11月6日 - 新校門を設置[3]。
- 1997年（平成9年）3月28日 - 千厩地区教職員校舎を落成[3]。
- 1999年（平成11年）2月2日 - グラウンドを全天候型化[3]。
- 2000年（平成12年）1月24日 - 岩手県教育委員会が「県立高等学校新整備計画」を策定し、2002年4月付で千厩東高校（旧：千厩農業高校）との統合が決定[3][14]。
- 2002年（平成14年）1月22日 - 統合に伴い、千厩東高校の東校舎を落成[3][15]。

### 千厩東高校統合後
- 2002年（平成14年）
  - 4月1日 - 岩手県立千厩東高等学校と統合[注 2]し、千厩東高校の跡地に移転[15]。定時制を募集停止[3][16]。
  - 4月8日 - 開校式を挙行[15]。
  - 新校歌を制定（作詞：小島榮佑、作曲：橋本祥路）[17]。
- 2003年（平成15年）
  - 2月21日 - 第一体育館を落成[3]。
  - 3月26日 - セミナーハウスを落成[3]。
  - 9月30日 - 100周年記念館（山仰館）を落成[3]。
- 2005年（平成17年）3月31日 - 定時制課程を廃止[16]。
- 2006年（平成18年）4月1日 - 藤沢高等学校を統合[18]。
- 2008年（平成20年）4月1日 - 藤沢高等学校を完全統合[18][6]。
- 2015年（平成27年）7月15日 - 駒場校舎（旧校舎）の土地建物を一関市へ譲渡[注 3][20]。
- 2017年（平成30年）3月27日 - 弓道場を落成[3]。
- 2018年（平成31年）3月12日 - 部室棟を落成[3]。
- 2020年（令和2年）7月31日 - グラウンドを整備[3]。

## 設置学科
- 全日制課程
  - 普通科 - 1948年の開設で、定員は120人（3学級）。
  - 産業技術科 - 1986年の開設で、定員は40人（1学級）。
  - 生産技術科 - 1993年の開設で、定員は40人（1学級）。

出典：

### 廃止学科
| 課程       | 学科       | 設置年度 | 廃止年度 | 備考                     |
| ---------- | ---------- | -------- | -------- | ------------------------ |
| 全日制課程 | 男子部     | 1902年   | 1948年   | 1945年本科から改称       |
| 全日制課程 | 女子部     | 1902年   | 1948年   | 1927年別科から改称       |
| 全日制課程 | 農蚕科     | 1948年   | 不明     |                          |
| 全日制課程 | 農村家庭科 | 1948年   | 不明     | 1949年女子農業科から改称 |
| 全日制課程 | 農業科     | 1963年   | 1974年   | 千厩農業高校へ移行       |
| 全日制課程 | 畜産科     | 1963年   | 1974年   | 千厩農業高校へ移行       |
| 全日制課程 | 生活科     | 1963年   | 1974年   | 千厩農業高校へ移行       |
| 定時制課程 | 普通科     | 1948年   | 2005年   |                          |
| 定時制課程 | 農業科     | 1948年   | 1963年   | 夜間定時制普通科に変更   |
| 定時制課程 | 家庭科     | 1951年   | 1957年   |                          |

## 校訓
質実剛健
- 質素で飾り気がなく、誠実であり、心身ともに強くたくましい人間育成をめざす。

文武両道
- 学習活動と部活動を両立させ、知・徳・体のバランスのとれた人間育成をめざす。

出典：

## 校章

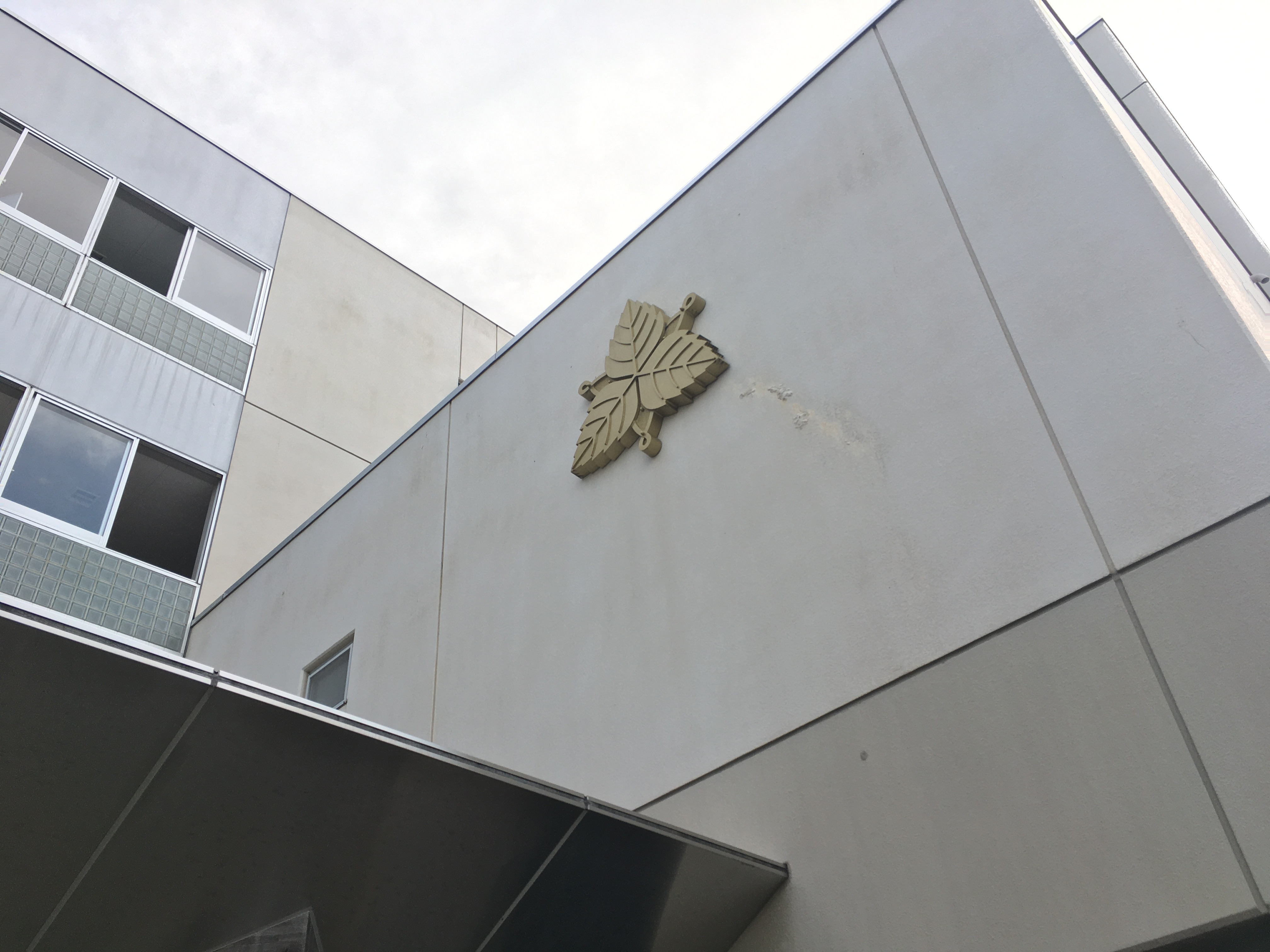
本校舎東棟に設置されている校章

校章は、戦後の学制改革による千厩高等学校の発足時に制定された。1974年の学校分離により千厩農業高校に、1988年の校名改称により千厩東高校に、さらに2002年の学校再編計画により開校した現在の千厩高校に受け継がれた。
桑葉に生糸を配したデザインとなっている。桑樹は、生命力が旺盛にして強靭、生糸は、純粋無垢・優美高尚の象徴である。当校の磯が堅固であり、絶えず進展し、躍動する青春を意味している。
出典：

## スクールカラー
ネイビーブルー（明るい濃紺色）
開校100年の伝統を踏まえた落ち着いた色調の中に、清楚さと礼儀正しさを併せ持っている。

## 学校活動
主な学校行事。
- 4月 - 新任式、始業式、入学式、オリエンテーション
- 5月 - 高総体壮行式・前期
- 6月 - 前期中間考査、クラスマッチ
- 7月 - 終業式
- 夏季休業 - 夏季課外、中学生体験入学
- 8月 - 始業式
- 9月 - 前期末考査
- 10月 - 千仰祭、芸術鑑賞
- 11月 - 後期中間考査
- 12月 - 修学旅行（2年生）、終業式
- 冬期休業 - 冬季課外
- 1月 - 始業式
- 2月 - 後期末考査
- 3月 - 卒業式、一般入学者選抜検査、終業式、離任式
- 学年末休業

## 部活動

### 運動部
計14部が活動している。
- 硬式野球部（男子）
- ボクシング部（男子）
- サッカー部（男子）
- ソフトボール部（女子）
- 陸上競技部
- バスケットボール部
- バレーボール部

- ソフトテニス部
- バドミントン部
- 卓球部
- 柔道部
- 剣道部
- 弓道部
- ワンダーフォーゲル部

### 文化部
計8部が活動している。
- 美術部
- 写真部
- 書道部
- 音楽部

- 吹奏楽部
- 筝曲部
- 演劇部
- 茶道部

### 廃止した部活動
文化部
- アマチュア無線部（2006年度廃部[23][24]）

同好会
- 囲碁将棋同好会（2016年度廃部[25][26]）
- コンピュータ同好会（同上）
- インターアクト同好会（同上）
- 英会話同好会（同上）
- 器楽同好会（同上）

## 施設概要
主な施設。
- 校舎
- 産業技術棟
- 生産技術棟
- 第一体育館 - 2003年竣工の鉄骨造平屋建て。面積は1,263平方メートル[28]
- 第二体育館
- 校庭（山仰台）
- 山仰館
- セミナーハウス
- グラウンド
- 柔剣道場
- ボクシング場
- 弓道場
- テニスコート
- 部室棟
- 農場（生産技術科用）

## 生徒・学級数
開校以降の定員数・生徒数・学級数の推移。1980年度以降は毎年度掲載。
| 年度               | 定員 | 生徒数 | 増減  | 学級数 | 増減 | 出典   | 備考                           |
| ------------------ | ---- | ------ | ----- | ------ | ---- | ------ | ------------------------------ |
| 1902（明治35）年度 | 不明 | 25     |       | 1      |      | [ 3 ]  | 開校                           |
| 1903（明治36）年度 | 不明 | 46     | 21    | 不明   | 不明 | [ 29 ] |                                |
| 1904（明治37）年度 | 不明 | 49     | 3     | 不明   | 不明 | [ 29 ] |                                |
| 1905（明治38）年度 | 不明 | 49     | 0     | 不明   | 不明 | [ 29 ] |                                |
| 1906（明治39）年度 | 不明 | 48     | －1   | 不明   | 不明 | [ 29 ] |                                |
| 1907（明治40）年度 | 不明 | 50     | 2     | 不明   | 不明 | [ 29 ] |                                |
| 1908（明治41）年度 | 不明 | 70     | 20    | 不明   | 不明 | [ 29 ] | 別科開設                       |
| 1909（明治42）年度 | 不明 | 51     | －19  | 不明   | 不明 | [ 29 ] |                                |
| 1910（明治43）年度 | 不明 | 52     | １    | 不明   | 不明 | [ 29 ] |                                |
| 1911（明治44）年度 | 110  | 71     | 19    | 不明   | 不明 | [ 29 ] |                                |
| 1912（明治45）年度 | 不明 | 90     | 19    | 不明   | 不明 | [ 29 ] |                                |
| 1913（大正2）年度  | 不明 | 82     | －8   | 不明   | 不明 | [ 29 ] |                                |
| 1914（大正3）年度  | 不明 | 75     | －7   | 不明   | 不明 | [ 29 ] |                                |
| 1915（大正4）年度  | 不明 | 83     | 8     | 不明   | 不明 | [ 29 ] |                                |
| 1944（昭和19）年度 | 100  | 不明   | 不明  | 不明   | 不明 | [ 3 ]  | 本科＋1                        |
| 1945（昭和20）年度 | 100  | 不明   | 不明  | 不明   | 不明 | [ 3 ]  | 女子部＋1、本科を男子部へ改名  |
| 1948（昭和23）年度 | 不明 | 不明   | 不明  | 不明   | 不明 | [ 3 ]  | 全日制・定時制設置、各分校設置 |
| 1957（昭和32）年度 | 不明 | 834    | 751   | 21     | 20   | [ 31 ] |                                |
| 1963（昭和38）年度 | 320  | 不明   | 不明  | 不明   | 不明 | [ 3 ]  | 普通科定員200                  |
| 1973（昭和48）年度 | 不明 | 不明   | 不明  | 不明   | 不明 | [ 3 ]  | 生活科＋1（臨時）              |
| 1974（昭和49）年度 | 不明 | 不明   | 不明  | 不明   | 不明 | [ 3 ]  | 全日制普通科へ改編             |
| 1980（昭和55）年度 | 不明 | 不明   | 不明  | 12     | －9  | [ 3 ]  |                                |
| 1981（昭和56）年度 | 200  | 不明   | 不明  | 13     | 1    | [ 3 ]  | 普通科＋1（臨時）              |
| 1987（昭和62）年度 | 160  | 不明   | 不明  | 12     | 0    | [ 3 ]  |                                |
| 1988（昭和63）年度 | 160  | 不明   | 不明  | 12     | 0    | [ 3 ]  |                                |
| 1989（平成元）年度 | 160  | 不明   | 不明  | 12     | 0    | [ 3 ]  |                                |
| 1990（平成2）年度  | 160  | 不明   | 不明  | 12     | 0    | [ 3 ]  |                                |
| 1991（平成3）年度  | 160  | 不明   | 不明  | 12     | 0    | [ 3 ]  |                                |
| 1992（平成4）年度  | 160  | 不明   | 不明  | 12     | 0    | [ 3 ]  | 創立90周年                     |
| 1993（平成5）年度  | 160  | 不明   | 不明  | 12     | 0    | [ 3 ]  |                                |
| 1994（平成6）年度  | 160  | 不明   | 不明  | 12     | 0    | [ 3 ]  |                                |
| 1995（平成7）年度  | 160  | 不明   | 不明  | 12     | 0    | [ 3 ]  |                                |
| 1996（平成8）年度  | 200  | 不明   | 不明  | 13     | 1    | [ 3 ]  | 普通科＋1（臨時）              |
| 1997（平成9）年度  | 160  | 不明   | 不明  | 13     | 0    | [ 3 ]  |                                |
| 1998（平成10）年度 | 160  | 不明   | 不明  | 13     | 0    | [ 3 ]  |                                |
| 1999（平成11）年度 | 160  | 不明   | 不明  | 12     | －1  | [ 32 ] |                                |
| 2000（平成12）年度 | 160  | 494    | －340 | 12     | 0    | [ 33 ] |                                |
| 2001（平成13）年度 | 160  | 489    | －5   | 12     | 0    | [ 34 ] |                                |
| 2002（平成14）年度 | 280  | 878    | 389   | 24     | 12   | [ 35 ] | 定時制募集停止、創立100周年    |
| 2003（平成15）年度 | 240  | 843    | －35  | 22     | －2  | [ 36 ] | 産技科－1                      |
| 2004（平成16）年度 | 240  | 797    | －46  | 20     | －2  | [ 37 ] |                                |
| 2005（平成17）年度 | 240  | 741    | －56  | 18     | －2  | [ 38 ] | 定時制廃止                     |
| 2006（平成18）年度 | 240  | 709    | －32  | 18     | 0    | [ 39 ] |                                |
| 2007（平成19）年度 | 240  | 699    | －10  | 18     | 0    | [ 40 ] |                                |
| 2008（平成20）年度 | 240  | 687    | －12  | 18     | 0    | [ 41 ] |                                |
| 2009（平成21）年度 | 240  | 701    | 14    | 18     | 0    | [ 42 ] |                                |
| 2010（平成22）年度 | 240  | 691    | －10  | 18     | 0    | [ 43 ] |                                |
| 2011（平成23）年度 | 240  | 698    | 7     | 18     | 0    | [ 44 ] |                                |
| 2012（平成24）年度 | 240  | 664    | －34  | 18     | 0    | [ 45 ] | 創立110周年                    |
| 2013（平成25）年度 | 240  | 609    | －55  | 18     | 0    | [ 46 ] |                                |
| 2014（平成26）年度 | 200  | 576    | －33  | 17     | －1  | [ 47 ] | 普通科－1                      |
| 2015（平成27）年度 | 200  | 547    | －29  | 16     | －1  | [ 48 ] |                                |
| 2016（平成28）年度 | 200  | 553    | 6     | 15     | －1  | [ 49 ] |                                |
| 2017（平成29）年度 | 200  | 523    | －30  | 15     | 0    | [ 50 ] |                                |
| 2018（平成30）年度 | 200  | 529    | 6     | 15     | 0    | [ 51 ] |                                |
| 2019（令和元）年度 | 200  | 506    | －23  | 15     | 0    | [ 52 ] |                                |
| 2020（令和2）年度  | 200  | 489    | －17  | 15     | 0    | [ 53 ] |                                |
| 2021（令和3）年度  | 200  | 473    | －16  | 15     | 0    | [ 54 ] |                                |
| 2022（令和4）年度  | 200  | 482    | 9     | 15     | 0    | [ 55 ] | 創立120周年                    |
| 2023（令和5）年度  | 200  | 434    | －48  | 15     | 0    | [ 56 ] |                                |
| 2024（令和6）年度  | 200  | 458    | 24    | 15     | 0    | [ 4 ]  |                                |

## アクセス
千厩市街地の北東、国道284号千厩バイパス沿いに位置している。

### 鉄道
- 東日本旅客鉄道（JR東日本）大船渡線 - 千厩駅から車で約3分、徒歩で約10分

### バス
- 「千厩高校前」停留所（岩手県交通）から徒歩で約1分

### 自動車
- 一関市中心部から国道284号経由で約35分
- 気仙沼市中心部から国道284号経由で約30分

## 周辺
- 神文ストアせんまや店
- 千厩警察署
- 千厩郵便局

## 著名な出身者・関係者
出身者
- 藤村龍雄 - 哲学研究者・論理学者[57]
- 千厩ともゑ - 旅行作家・編集者・僧侶[58][59]
- 佐藤智一 - 漫画家[60]
- 佐藤智広 - 俳優[61]

関係者
- 吉田麻起子（旧姓：藤原[62]） - 千厩町出身の元ソフトボール選手。2012年度から教員として着任し、女子ソフトボール部の顧問を担当していた[63]。